# Ajmarščina
Ajmarščina, Ajmara (ajmarsko: Aymar aru, špansko: Aymara) je eden najbolj govorjenih avtohtonih jezikov v Južni Ameriki. 
Danes jo govorijo približno 2 do 3 milijoni ljudi na območju okoli jezera Titikaka v državah Peru, Bolivija in Čile.
Zaradi dolgotrajnih stikov s sosednjo kečuanščino imata oba jezika veliko skupnih besed, čeprav ne spadata k eni jezikovni skupini.